# کانتون پاستاسا
کانتون پاستاسا (به اسپانیایی: Cantón Pastaza) یک منطقهٔ مسکونی در اکوادور است که در Pastaza Province واقع شده‌است.